# Großes Moor (See)
Der See Großes Moor liegt etwa 0,8 Kilometer südlich von Hohenfelde im Landkreis Rostock.

## Lage
Die  Seefläche liegt inmitten von Wiesen- und Weideflächen auf dem Gebiet der gleichnamigen Gemeinde. Der See hat eine Nord-Süd-Ausdehnung von etwa 150 Metern und eine West-Ost-Ausdehnung von etwa 220 Metern. Direkt südlich befindet sich ein kleiner Teich, die Aalkiste, die mit dem Großen Moor über einen 70 Meter langen Graben verbunden ist. Um den See herum liegen mehrere kleine Teiche und Wasserlöcher.

## Entstehung des Sees
Ab 1815 begann im Bereich des heutigen Sees der Abbau von Torf zur Brennstoffnutzung. Die Torfgrube wurde mittels einer Hebepumpe trockengelegt. 1873 überstieg die Masse des Wassers die Leistung der Pumpe, so dass der Abbaubereich überflutet wurde und der heutige See entstand. Der Torfabbau wurde in den Randbereichen des Sees noch mindestens bis 1886 fortgesetzt.